# Боґушяй (Расейняйський район)
Боґушяй — село у Литві, Расейняйський район, Пагоюкайське староство, знаходиться за 6 км від села Каулакяй. Станом на 2001 рік у селі проживало 38 людей, 2011-го — 41.

## Принагідно
- Bogušiai (Raseiniai) [Архівовано 15 листопада 2016 у Wayback Machine.]

| Литва | Це незавершена стаття з географії Литви. Ви можете допомогти проєкту, виправивши або дописавши її. |